# Lydia Bosch
Lídia Boquera de Buen, artísticament coneguda com a Lydia Bosch, (El Prat de Llobregat, Baix Llobregat, 26 de novembre de 1963) és una actriu i presentadora de televisió catalana. El seu nom artístic li va proposar el seu descobridor Narciso Ibáñez Serrador, quan en 1984 va ser escollida per substituir Sílvia Marsó.

## Trajectòria professional
Els seus principis al món televisiu van començar al concurs Un, dos, tres... responda otra vez, dirigit per Narciso Ibáñez Serrador, en el qual també es van fer famoses entre altres Victoria Abril o Miriam Díaz Aroca. Gràcies a aquest programa de televisió, on va estar dues temporades, va saltar a la fama i li van oferir de fer diferents sèries de televisió i algunes pel·lícules. El 1987 va reemplaçar Paola Dominguín en la presentació del programa musical: Sábado noche. Allà va estar fins al 1988 acompanyada de Toni Cantó. Quan va arribar a les televisions privades en 1990, va ser admesa per Antena 3 per fer-se càrrec d'un magazine les tardes dels diumenges que es deia Domingo en Rojo, que fou retirat poc temps després de l'estrena. A la mateixa emissora, un any després va substituir Elisenda Roca a la presentació de Los segundos cuentan.
Entre 1993 i 1994 va unir-se a Emilio Aragón i Patricia Pérez en "El Gran Juego de la Oca", sempre a Antena 3.
Com a actriu, va debutar al teatre en 1988 amb l'obra "Los ochenta son nuestros", d'Ana Diosdado, sota la direcció de Jesús Puente. Un any després, va tenir l'ocasió d'estrenar una obra de Buero Vallejo: Música cercana. El 1993, interpretà a Trini, la filla d'Alfredo Landa i Beatriz Carvajal a la sèrie Lleno, por favor. Més tard Quién da la vez (1994) i Todos a bordo (1995), fins que aquest mateix any va aparèixer el paper de més importància per a ella, el que li portaria la fama a Espanya: el d'Alícia Sóller, posterior esposa d'Emilio Aragón en Médico de familia, que va estar interpretant fins a l'any 1999.
També és bastant reconeguda entre el públic i va rebre premis com els premis TP d'Or i Fotogramas de Plata, a més de ser nominada el 2000 al premi Goya a la millor actriu, juntament amb Carmen Maura i Adriana Ozores.
El seu últim èxit ha estat a la sèrie de Telecinco Motivos personales (2005), juntament amb Fernando Guillén i Concha Velasco, on va interpretar Natalia Nadal. El 2005 i 2006 va protagonitzar l'anunci de Vitalinia. El 2008 va intervenir en la sèrie Los Serrano. El 13 d'abril va estar present a la gala de Telecinco: "20 años de Telecinco".

## Filmografia

### Presentadora de televisió
- 1984-1986: Un, dos, tres... responda otra vez
- 1987-1988: Sábado Noche
- 1990: Domingo en rojo
- 1991: Los segundos cuentan
- 1993-1994: El gran juego de la oca
- 2007: No te enrolles

### Actriu
| Televisió - 1989: El olivar de Atocha - 1989: La forja de un rebelde - 1993: Lleno, por favor - 1995: ¿Quién da la vez? - 1995-1999: Médico de familia - 2001: Dime que me quieres - 2005: Motivos personales - 2008: Los Serrano - 2011: Águila roja - 2013: Gran Hotel - 2014: Los misterios de Laura - 2014-2015: Sin identidad - 2018: La verdad - 2019: Paquita Salas | Cinema - 1985: El caballero del dragón, de Fernando Colomo - 1986: El disputado voto del señor Cayo, d'Antonio Giménez Rico - 1988: Jarrapellejos, d'Antonio Giménez Rico - 1989: La luna negra, d'Imanol Uribe - 1992: Adeus Princesa, de Jorge Paixão da Costa - 1994: Mi hermano del alma, de Mariano Barroso - 1994: Palace, del Tricicle - 1997: Al límite, d'Eduardo Campoy - 2000: You're the One (una historia de entonces), de José Luis Garci Teatre - 1986: Pato a la naranja, amb Arturo Fernández - 1988: Los ochenta son nuestros, d'Ana Diosdado - 1989: Música cercana, d'Antonio Buero Vallejo |